# Demchok (Ladakh)
Demchuk (tibetisch ཌེམ་ཆོཀ་) ist ein Ort im indischen Unionsterritorium Ladakh.

## Lage und Einwohner
Der Ort liegt südöstlich von Leh im auch von China beanspruchten Aksai Chin in der Nähe des Indus. Die Line of Actual Control verläuft durch den Ort und trennt das Dorf Demchok von dem kleineren Dêmqog, das zu Tibet gehört.
Man erreicht Demchok von Leh aus über den 2017 eröffneten Umling La und vom Pangong Tso über Merak und Chushul. Da aber Demchuk hauptsächlich dem Militär dient, ist es nur inländischen Touristen mit einer Sonderbewilligung erlaubt, in die Gegend zu reisen. 2011 lebten 78 Menschen in dem Ort.

## Geschichte
Demchok war immer schon ein wichtiger Ort und Übergang von Ladakh nach Tibet.
Das Tal von Demchok wurde im Indisch-Chinesischen Grenzkrieg von 1962 geteilt. Seitdem ist das Gebiet immer wieder Ziel von Aktionen beider Seiten. Den Hirten ist es nicht erlaubt, ihr Vieh auf der anderen Seite weiden zu lassen. Auch übertraten chinesische Soldaten öfters die Grenze und hissten ihre Flagge. Auf der anderen Seite wurde zum Geburtstag des Dalai Lama die tibetische Flagge geschwenkt.